# TNA Lockdown (2006)
L'édition 2006 de Lockdown est une manifestation de catch (lutte professionnelle) qui a eu lieu le 23 avril 2006 à l'Universal Orlando Resort d'Orlando en Floride. Il s'agit de la deuxième édition de ce spectacle qui met en avant les matchs en cage et où tous les matchs ont lieu dans une cage surnommée Six Sides of Steel (six côtés d'acier) en référence au ring hexagonal de cette fédération.
Huit matchs ont été organisés ce soir-là, le premier a été un match par équipe qui a opposé la Team Japan (Black Tiger IV, Minoru Tanaka et Hirooki Goto) à la Team USA (Alex Shelley, Jay Lethal et Sonjay Dutt). Christopher Daniels a ensuite affronté Senshi, Konnan a affronté Bob Armstrong dans un concours de bras de fer. Un Xscape match a opposé Elix Skipper à Petey Williams, Puma, Chase Stevens, Shark Boy et Chris Sabin. Le champion de la division X de la TNA Samoa Joe a défendu son titre face à Sabu. La Team Canada (Bobby Roode, Eric Young et A-1 (en)) a affronté la Team 3D (Brother Ray, Brother Devon et Brother Runt). Le premier des deux matchs principaux ou main events a opposé le champion du monde poids-lourd de la National Wrestling Alliance (NWA) Christian Cage qui a défendu son titre face à Abyss. Enfin la soirée s'est terminée avec un Lethal Lockdown match qui a opposé les Sting Warriors (Sting, A.J. Styles, Rhino et Ron Killings) à la Jarrett Army (Jeff Jarrett, Scott Steiner, James Storm et Chris Harris).

## Contexte
Les spectacles de la Total Nonstop Action Wrestling en paiement à la séance sont constitués de matchs aux résultats prédéterminés par les scénaristes de la TNA. Ces rencontres sont justifiées par des storylines - une rivalité avec un catcheur, la plupart du temps - ou par des qualifications survenues dans les émissions de la TNA telles que TNA Xplosion et TNA Impact!. Tous les catcheurs possèdent un gimmick, c'est-à-dire qu'ils incarnent un personnage face (gentil), heel (méchant) ou tweener (neutre, apprécié du public), qui évolue au fil des rencontres. Un pay-per-view comme Lockdown est donc un évènement tournant pour les différentes storylines en cours.
Durant ce spectacle deux variantes de matchs en cage spécifiques à la TNA ont lieu, il s'agit du Lethal Lockdown match et du Xscape match.
Un Xscape match oppose généralement les catcheurs de la X Division (la division extrême de la fédération). Il s'agit d'un match opposant plusieurs catcheurs, le but est tout d'abord d'éliminer ses adversaires par tombé ou soumission puis une fois ne reste que deux hommes sur le ring ils doivent s'échapper de la cage pour remporter le match.
Le Lethal Lockdown est un match en équipe sans disqualification où un membre de chaque équipe commencent le match et les autres participants arrivent les uns après les autres. Une fois le dernier arrivé alors le toit de la cage sur lequel sont suspendus divers objets s'abaisse. La victoire ne s'obtient qu'à ce moment-là en effectuant le tombé ou une soumission sur un des membres de l'équipe adverse.

### Rivalité entre Sting et Jeff Jarrett
À Final Resolution, Sting et Christian Cage battent Jeff Jarrett et Monty Brown. Le 28 janvier 2006 Sting réapparaît pour la première fois dans une émission de catch hebdomadaire depuis le dernier épisode de WCW Monday Nitro en avril 2001 et annonce sa retraite lors d’Impact!. Entre-temps Jarrett perd son titre de champion du monde poids-lourds de la NWA face à Christian lors du main-event (le match principal) de Against All Odds. Par la suite Jarrett demande un match de championnat après la victoire de Christian face à Monty Brown, un allié de Jarrett, à Destination X ce que Christian refuse mais Jarrett, Abyss et Brown agressent Christian. Ils sont ensuite rejoints par Team Canada qui vient aider Jarrett et Rhino qui vient aider Cage mais les deux hommes se retrouvent en difficulté. À ce moment-là Sting revient et fait ce que l'on appelle un clean house en sauvant Christian et Rhino en sortant ses adversaires du ring. Le 1er avril Sting se fait attaquer par Jarrett, Scott Steiner et America's Most Wanted (Chris Harris et James Storm) mais il est sauvé par A.J. Styles, Ron Killings et Rhino. La semaine suivante Sting défie Jarrett et ses amis à Lockdown dans un Lethal Lockdown match.

### Rivalité entre Christian Cage et Abyss pour le championnat du monde poids-lourd de la NWA
Christian Cage remporte le titre de champion du monde poids-lourd de la NWA à Against All Odds face à Jeff Jarrett. Le 1er avril lors d’Impact! une vidéo est diffusée où on voit Abyss accompagné de James Mitchell agresser Cage à son domicile et Mitchell annonce qu'Abyss est challenger pour le titre. Christian intervient la semaine suivante dans un match opposant Abyss à A.J. Styles et accepte par la suite le défi lancé par Mitchell la semaine précédente. Le 22 avril Christian déclare au public à Impact! que ce match est pour lui une affaire personnelle, juste après Abyss et Mitchell viennent et agresse leur rival.

## Matchs

### Matchs préliminaires
Le premier match de la soirée a opposé la Team Japan (Black Tiger IV, Minoru Tanaka et Hirooki Goto) à la Team USA (Alex Shelley, Jay Lethal et Sonjay Dutt). Après 4 minutes de combat la Team USA fait une technique à trois sur Black Tiger qui s'est terminé avec Dutt qui a effectué un springboard blackflip, un salto arrière en prenant son impulsion sur la première corde. Après 12 minutes de combat Black Tiger fait gagner le match à son équipe en effectuant une Tiger suplex sur Lethal,.
Le deuxième match a opposé Christopher Daniels à un adversaire mystère qui s'avère être Low Ki qui change de nom de ring pour celui de Senshi. Après 10 minutes de combat Daniels effectue un Best Moonsault Ever, un saut composé d'une impulsion sur la deuxième corde pour monter sur la troisième corde et qui est suivi d'un salto arrière pour retomber sur l'abdomen de l'adversaire. Il tente le tombé à la suite de ce saut sans succès. Il place alors au sommet d'un des coins du ring pour tenter une SuperPlex, une souplesse depuis la troisième corde mais Senshi se retient à la cage puis ils se battent sur la troisième corde. Senshi réussit à projeter son adversaire au sol et tente un double stomp, un saut où il atterrit avec les deux pieds sur l'abdomen de son adversaire, mais Daniels esquive. Daniels tente d'effectuer l’Angel's Wings mais dès qu'il a bloqué les deux bras de son adversaire Senshi l'a poussé dans un des coins du ring avant de projeter son adversaire au sol et effectue le tombé en prenant appui sur la deuxième corde et remporte le match,.
Après la victoire de Senshi vient un concours de bras de fer opposant Konnan (accompagné par Hernandez et Homicide) à Bob Armstrong qui est accompagné par Kip Jameset B.G. James. Armstrong remporte le match et tous ceux qui ont accompagné les deux hommes remontent sur le ring, B.G. James a rappelé que les perdants de ce matchs se prendront dix fessés à coup de ceinture. Les trois perdants se prennent donc un des coups de ceintures dans les fesses et deux coups de ceinture la punition vire au pugiliat et les perdants sont sortis du ring manu militari,.
Après ce concours de bras de fer vient un Six Man Xscape match opposant Elix Skipper (accompagné par Simon Diamond (en)) à Petey Williams (accompagné par Scott D'amore), Puma, Chase Stevens, Shark Boy et Chris Sabin. Williams commence le combat face à Shark Boy, les autres participants restant dans les coins du ring. Après deux minutes de combat Williams passe le relais à Puma. À la suite d'un missile dropkick de Shark Boy, un saut de la troisième corde suivi d'un dropkick, Puma passe le relais à Skipper. Celui-ci monte sur un coin du ring mais son adversaire le projette à terre, mais Skipper réussit à passer le relais à Williams qui fait le tombé sur Shark Boy après avoir effectué le Canadian Destroyer. Chris Sabin vient ensuite sur le ring et passe par la suite le relais à Chase. Williams tente le Canadian Destroyer mais il se fait contrer par Chase qui par la suite monte au sommet de la cage et saute sur ses quatre adversaires qui se battent sur le ring. Chase se relève et tente le tombé sur Williams sans succès. Il tente sur Skipper qui par la suite lui porte un spike brainbuster et fait le tombé. Rapidement Williams effectue le tombé sur Skiper en effectuant un roll-up. Sabin élimine ensuite Puma en effectuant le Cradle Shock. Sabin et Williams se battent et Sabin prend l'avantage en amenant son adversaire dans un des coins avant de le suspendre la tête en bas dans le coin et il exécute un running hesitation dropkick dans la tête de son adversaire. Il en profite alors pour s'échapper de la cage. Alors qu'il est à hauteur du tablier D'Amore vient empêcher Sabin de toucher le sol, permettant ainsi à Williams de revenir dans le match. Sabin projette la tête de Williams contre la cage et ce dernier tombe sur les épaule de son manager. Chris Sabin en profite pour toucher le sol et remporte le match,.
À la suite de la victoire de Chris Sabin vient le match pour le championnat de la division X entre Samoa Joe et Sabu. Sabu est entré sur le ring avec une chaise et a tenté de donner un coup chaise dans la tête de son adversaire dès le début du match mais ce dernier a esquivé. À la suite d'un coup de pied de Samoa Joe dans la tête de Sabu ce dernier a une plaie au visage. Après 7 minutes de combat Samoa Joe remporte le match en faisant le tombé à la suite d'un Muscle Buster et conserve ainsi son titre,.
Le match suivant est un combat par équipe opposant la Team Canada (A-1 (en), Eric Young et Bobby Roode accompagné par Scott D'amore) à la Team 3D (Brother Ray, Brother Devon et Brother Runt) dans un match de Capture du drapeau. Après 5 minutes de combat l'arbitre a été K.O après un contact accidentel avec un membre de la Team Canada. La Team 3D réussit à prendre l'avantage sur les canadiens et capturent le drapeau américain qui était dans le camp de leurs ennemis mais l'arbitre étant inconscient cette capture du drapeau ne compte pas et rapidement les Canadiens remettent en place la bannière étoilée. D'Amore en profite pour relancer les Canadiens dans le match en assommant le gardien de la cage avec une chaise puis il ouvre la cage et y dépose une table. Les Canadiens y couchent Runt et Young monte sur la troisième corde pour faire une descente du coude sur ce dernier mais Runt esquive et Young brise la table. Runt s'occupe ensuite de A-1 en lui portant un springboard cutter. Runt décroche la bannière étoilée et remporte le match,.

### Matchs principaux
Le premier des deux matchs principaux est pour le championnat du monde poids-lourd de la NWA et oppose Christian Cage à Abyss qui est accompagné par James Mitchell. Abyss a amené sur le ring des chaînes et un sac de punaises en entrant sur le ring. Abyss vient défier Christian avant l'entrée de ce dernier sur le ring et les deux hommes se battent aux abords du ring puis dans le public et reviennent ensuite aux abords du ring. Christian frappe son adversaire avec la porte de la cage à plusieurs reprises puis fais fuir Mitchell. À son retour Abyss le frappe avec la porte de la cage. Les deux hommes montent sur le ring et l'arbitre fait sonner la cloche. Abyss assomme l'arbitre avec une clothesline. Mitchell envoie sur le ring la ceinture de champion et sa canne. Christian effectue un Impaler puis un Frog Splash du haut de la cage et tente le tombé sans succès. Abyss reprend ensuite le dessus et inflige à son adversaire un Shock Treatment et dépose des punaises sur le ring. Christian reprend l'avantage en frappant son adversaire avec la canne et monte au sommet de la cage. Abyss frappe encore une fois l'arbitre et monte vers le sommet de la cage. Il se saisit de Christian qui est pris à la gorge mais il réussit à revenir sur le ring et porte un sunset flip et Abyss tombe sur les punaises. Un autre arbitre arrive et Christian tente le tombé sans succès. Christian tente de porter un coup de ceinture en courant mais Abyss le contre en portant un Black Hole Slam, en enroulant le corps de son adversaire en le soulevant et il effectue une rotation de 360° avant de le projeter au sol, il tente le tombé sans succès. Mitchell donne un sac de punaise à Abyss en utilisant un des trous de la cage prévu pour les caméras. Il les dispose sur le ring et tente de porter à Christian un chokeslam mais il le contre et porte à Abyss l’Impaler et Abyss finit dans les punaises. Chrstian Cage fait le tombé et remporte le match. Après avoir célébré son titre Christian agresse James Mitchell mais Abyss se relève et se saisit de la chaîne, se l'enroule autour de la main et assène un coup de poing à son rival, l'étrangle ensuite avec la chaîne et s'en va avec la ceinture de champion,.
Après cela vient le dernier match de la soirée qui oppose les Sting's Warriors (Sting, A.J. Styles, Rhino et Ron Killings) à la Jarrett Army (Jeff Jarrett, Scott Steiner, James Storm et Chris Harris) dans un Lethal Lockdown match. Chris Harris qui est accompagné par Gail Kim et Jackie Gayda commence le match face à A.J. Styles. Les deux hommes se battent sur le ring. Après 3 minutes de combat Styles et Harris se battent sur la troisième corde et Style réussit à bloquer son adversaire entre les cordes et la cage et en profite pour envoyer la tête de son adversaire heurter la cage. Juste avant qu'un autre catcheur entre dans le match Harris réussit à reprendre le contrôle du match en portant le Catatonic et Styles tente ensuite son Styles Clash. Après 5 minutes de combat James Storm entre dans l'arène. Styles tente un baseball slide sur la porte de la cage pour frapper Storm avant qu'il y entre mais ce dernier esquive ce qui n'est pas le cas de Gail Kim. Storm entre dans la cage et attaque Styles. Rhino entre sur le ring et est rapidement maîtrisé par Storm et Harris. Jarrett est le suivant à entrer mais Rhino vient l'attaquer sur la rampe d'accès et Styles vient aider son équipier d'un soir aux abords du ring. Une fois sur le ring Jarrett maîtrise ses adversaires. Killings entre ensuite sur le ring et réussit à mettre à terre ses trois adversaires les uns après les autres et propose à Styles de monter au sommet de la cage mais Storm et Jarrett viennent l'attaquer et prépare une double superplex (une souplesse effectuée par les deux hommes depuis la troisième corde). Mais Rhino et Killings viennent mettre leurs têtes entre les jambes de Jarrett et Storm pour effectuer un electric chair drop en faisant tomber tous l'édifice. Mais Harris vient se placer entre Rhino et Killings et fait tomber tout le monde. Steiner entre sur le ring et porte des suplex à chacun de ses adversaires. Sting est le dernier à entrer sur le ring. Sting place tous ses adversaires dans un des coins du ring et leur porte son Stinger Splash. Il demande ensuite que le toit du ring vienne se mettre en place. Storm et Styles réussissent à monter sur le toit de la cage et commencent à se battre. Gail Kim monte aider Storm mais Jackie lui arrache sa jupe. Pendant ce temps en bas Jarrett s'est saisi d'une guitare et tente d'attaquer Sting avec celle-ci mais il l'en empêche avec sa batte. Alors qu'il s’apprêtait à frapper Jarrett avec sa guitare Steiner lui a donné un coup de poing dans les parties intimes. Au sommet de la cage Styles a maîtrisé Storm et l'a couché sur une table qui se trouvait là puis il monte à une échelle, il utilise ensuite une des structures métalliques du toit pour tomber sur son adversaire et casser la table. En bas Harris a pris le dessus sur Sting et tente de soumettre son adversaire avec sa propre prise de soumission le Scorpion Deathlock mais Sting réussit à briser la prise et lui porte la même prise et Harris abandonne laissant la victoire aux Sting's Warrior,.

### Tableau des matchs
| #                                                                | Match | Stipulation                                                           | Durée |
| ---------------------------------------------------------------- | --- | --------------------------------------------------------------------- | ----- |
| 1                                                                | Team Japan (Black Tiger IV, Hirooki Goto et Minoru Tanaka) battent Team USA (Alex Shelley, Jay Lethal et Sonjay Dutt)                    | Six Sides of Steel cage match Six-Man Tag Team Match                  | 12:03 |
| 2                                                                | Senshi bat Christopher Daniels | Six Sides of Steel                                                    | 12:05 |
| 3                                                                | Bob Armstrong bat Konnan | concours de bras de fer dans le Six Sides of Steel                    | N/A   |
| 4                                                                | Chris Sabin bat Petey Williams, Puma, Elix Skipper, Chase Stevens et Shark Boy,                                                          | Six man Xscape match                                                  | 12:52 |
| 5                                                                | Samoa Joe (c) bat Sabu | Six Sides of Steel pour le championnat de la division X               | 06:10 |
| 6                                                                | Team 3D (Brother Ray, Brother Devon et Brother Runt) bat Team Canada (Bobby Roode, Eric Young et A-1 (en))                               | Six Sides of Steel Six-Man Tag Team Match                             | 08:47 |
| 7                                                                | Christian Cage (c) bat Abyss | Six Sides of Steel pour le championnat du monde poids-lourd de la NWA | 14:07 |
| 8                                                                | Sting's Warriors (Sting, A.J. Styles, Rhino et Ron Killings) bat Jarrett Army (Jeff Jarrett, Scott Steiner, James Storm et Chris Harris) | Lethal Lockdown match                                                 | 25:23 |
| (c) désigne le(s) champion(s) défendant son titre dans le match. | |                                                                       |       |

## Conséquences
La rivalité entre Abyss et Christian Cage a continué. Le 28 avril Christian défie Abyss à Sacrifice dans un Full Metal Mayhem match,, match que Christian gagnera. Il conserve son titre jusqu'à Slammiversary où Jeff Jarrett remporte le titre dans un King of the Mountain match (match de l'échelle dont le but est d’accrocher la ceinture au centre du ring).
Dans le même temps Sting continue sa rivalité avec Jeff Jarrett. Ils s'affrontent à Sacrifice dans un combat par équipe, Sting ayant comme partenaire Samoa Joe et Jarret faisant équipe avec Scott Steiner que Sting et Samoa Joe remportent. Sting participe avec Jarrett au King of the Mountain match à Slammiversary où ce dernier remporte le titre après que l'arbitre ait éjecté Sting et Christian Cage du ring alors que Sting allait accrocher la ceinture. Sting remporte un match à Victory Road face à Christian, Samoa Joe et Scott Steiner. Il devient ensuite champion du monde poids-lourd à Hard Justice.

## Accueil et critique
Le spectacle a été salué par Chris Sokol du Canadian Online Explorer qui a d'ailleurs titré 
« Lockdown not a letdown » (Lockdown n'est pas une déception). Il considère néanmoins que disputer tous les matchs dans une cage devient lassant à la longue mais les bagarres dans le public et les différentes stipulations ont fait de spectacle un solide pay-per-view. Il considère que l'affrontement entre la Team Japan à la Team USA comme étant « plein d'action et de mouvement à trois qui levé le public de leurs chaises. » et donne à ce match la note de 8 sur 10. La même note a été attribuée au Lethal Lockdown match opposant les Sting's Warriors (Sting, A.J. Styles, Rhino et Ron Killings) à la Jarrett Army (Jeff Jarrett, Scott Steiner, James Storm et Chris Harris).
Wade Keller du Pro Wrestling Torch est beaucoup plus modéré. Il considère le Lethal Lockdown match entre l'équipe de Sting et celle de Jeff Jarrett comme « excitant si vous n'avez pas vu ce genre de match auparavant. » et note ce match de 3 étoiles trois-quart. Il trouve que le match pour le championnat du monde poids-lourd de la NWA entre Christian Cage et Abyss est « un très bon match en cage, un peu trop exagéré » et attribue 3 étoiles et conseille à l'équipe créative « qu'Abyss cesse d'utiliser des punaises car on sait qu'à la fin c'est lui qui se les prend sur le dos ». Il critique aussi le booking (les décisions prises par l'équipe créative) concernant Scott D'Amore considérant que « c'en est assez » après l'intervention lors du match opposant la Team 3D à la Team Canada. Néanmoins il juge le match d'ouverture entre la Team Japan et la Team USA comme étant un très bon match en attribuant 3 étoiles trois-quart en rajoutant que « si le combat avait duré quelques minutes de plus il aurait alors mérité 4 étoiles ».